# 擂鼓墩古墓群
擂鼓墩古墓群位于中华人民共和国湖北省随州市曾都区西北郊的岗地上，是战国时期曾国墓葬群。依自然地势划分为团坡墓地、擂鼓墩墓地、吴家塆墓地、庙凹坡墓地、吕家塝墓地、王家塆墓地、蔡家包墓地和王家包墓地8处墓地，分布范围约115.8公顷。自1978年以来发现古墓葬200余座，已发掘团坡墓地M1（曾侯乙墓）、团坡墓地M2、吴家湾墓地等30座及曾侯乙墓的5个附葬坑。墓葬按规模可分为带封土墓葬（冢墓）、带墓道墓葬和小型竖穴墓三类。。2022年12月16日，擂鼓墩考古遗址公园列入国家考古遗址公园立项名单。

## 文物保护情况
1992年12月16日，以“擂鼓墩古墓群”的名义被湖北省人民政府列为第三批湖北省文物保护单位；1988年1月13日，以“擂鼓墩古墓群”的名义被中华人民共和国国务院列为第三批全国重点文物保护单位。
其作为文物的保护范围为：
（1）擂鼓墩墓区：东起枣树湾、顾家湾，南至擂鼓墩中学，西至吴家湾、梁家冲，北以鹰子咀北为界，面积950亩。
（2）吕家榜墓区：东起吕家榜、邱家榜，南至三角堰西，西至王家湾，北到吕家榜后岗北端，面积420亩。
（3）蔡家岗墓区：东以蔡家岗东侧岗丘等高线为界，南至蔡家岗南500米处，西以蔡家岗西侧岗丘等高线为界，北至蔡家包北200米处，面积270亩。
（4）庙儿坡墓区：东以庙儿坡东侧岗丘等高线为界，南至编钟乐酒厂，市六中新址北围墙为界，西面和北面以庙儿坡岗丘等高线为界，面积450亩。
其作为文物的建设控制地带为：东起擂鼓墩大道，南至上马家湾、编钟乐酒厂、市六中新址北围墙外，西以苏家湾、马家老湾、蔡家岗西为界，北至王家榜，总面积5436亩。